# Stella Mwangi
Stella Nyambura Mwangi, zkráceně STL (* 1. září 1986 Nairobi), je norská zpěvačka a rapperka keňského původu. Její rodina uprchla z Keni z politických důvodů v roce 1991. Stella Mwangi se věnuje převážně hiphopové hudbě, častým tématem jejích textů je rasová diskriminace. V roce 2006 vyhrála Kisima Awards a v roce 2011 Melodi Grand Prix. Reprezentovala Norsko na Eurovision Song Contest 2011 se skladbou „Haba Haba“, k níž napsala text ve svahilštině a angličtině. „Haba Haba“ byla v čele norské hitparády VG-lista, na Eurovizi však vypadla v semifinále. Její písně byly použity v amerických televizních seriálech Scrubs: Doktůrci a Kriminálka New York.

## Diskografie

### Alba
- 2008: Living for Music
- 2011: Kinanda
- 2021: Eyes Off Me
- 2022: Icon

### EP
- 2017: Stella Mwangi
- 2019: No Games